# Pseudococcus perforatus
Pseudococcus perforatus är en insektsart som beskrevs av Ferris 1935. Pseudococcus perforatus ingår i släktet Pseudococcus och familjen ullsköldlöss. Inga underarter finns listade i Catalogue of Life.